# Tococa gonoptera
Tococa gonoptera är en tvåhjärtbladig växtart som beskrevs av Henry Allan Gleason. Tococa gonoptera ingår i släktet Tococa och familjen Melastomataceae. Inga underarter finns listade i Catalogue of Life.